# 레이스 대령
레이스 대령(Colonel Race)은 영국의 추리 소설가 애거사 크리스티가 창조한 가공의 인물이다.

## 작품
크리스티의 작품 중 총 네 편의 소설에 등장한다.
- 《테이블 위의 카드》(Cards on the Table)
- 《나일 강의 죽음》(Death on the Nile)
- 《갈색 양복의 사나이》(The Man in the Brown Suit)
- 《빛나는 청산가리》(Sparkling Cyanide)

## 인물
레이스는 매우 능력 있는 퇴역 장교이자 비밀 요원으로, 한때 영국의 첩보 기관 MI5의 리더이기도 했다. 나머지 두 이야기는이다. 레이스는 근면함, 침착함, 그리고 다른 사람 몰래 신속히 사실을 감지하는 능력으로 잘 알려져 있다. 《갈색 양복의 사나이》는 레이스가 등장하는 첫 작품이자 레이스의 감성적인 측면이 드러나는 거의 유일한 작품이다.

## 영화 및 드라마
- 영화 《나일 강의 죽음》(1978) - 데이비드 니븐
- TV 시리즈 《애거사 크리스티의 푸아로》(2004) - 제임스 폭스